# Crespos (Braga)
Crespos is een plaats (freguesia) in de Portugese gemeente Braga en telt 991 inwoners (2001).